# ヴュステンロート
ヴュステンロート (ドイツ語: Wüstenrot) は、ドイツ連邦共和国バーデン＝ヴュルテンベルク州ハイルブロン郡に属す町村（以下、本項では便宜上「町」と記述する）。マインハルトの森に位置する人口約6,800人の町である。その半分は合併した小さな村で構成される。この町は、同名の住宅金融金庫の本拠地である。

## 地理

### 位置
ヴュステンロートはハイルブロン郡南東部、マインハルトの森の中に位置する。町域内にロート川が湧出し、町域中心部を流れている。町域北部のマイエンフェルス地区をブレッタハ川が流れ、ノイラウテルン地区はラウター川沿いに位置する。

### 自治体の構成
ヴュステンロートは、5つの地区（かつての独立した自治体）、フィンスターロート（約450人）、マイエンフェルス（約1,100人）、ノイヒュッテン（約1,700人）、ノイラウテルン（約550人）、ヴュステンロート（約3,000人）からなる。この他にヴュステンロート地区に属する小集落や居住区が点在している。
旧居住区のノイヒュッテ・イム・ヨアヒムスタールは1999年に廃村となった。

### 隣接する市町村
ヴュステンロートに隣接する市町村は、西から時計回りに、バイルシュタイン、レーヴェンシュタイン（ともにハイルブロン郡）、ブレッツフェルト（ホーエンローエ郡）、マインハルト（シュヴェービッシュ・ハル郡）、グロースエアラハ、シュピーゲルベルク（ともにレムス＝ムル郡）、オーバーシュテンフェルト（プレフォルスト地区、ルートヴィヒスブルク郡）である。

## 歴史
現在の町域の近くを高地ゲルマニア・リーメスがあり、ローマ時代には人が住んでいなかった。町域の集落についての遺されている最古の記録は、シュタンゲンバッハの土地をフルダ修道院に寄贈した際の779年の贈与証明書である。ヴュステンロートは、1325年に初めて記録に現れる。

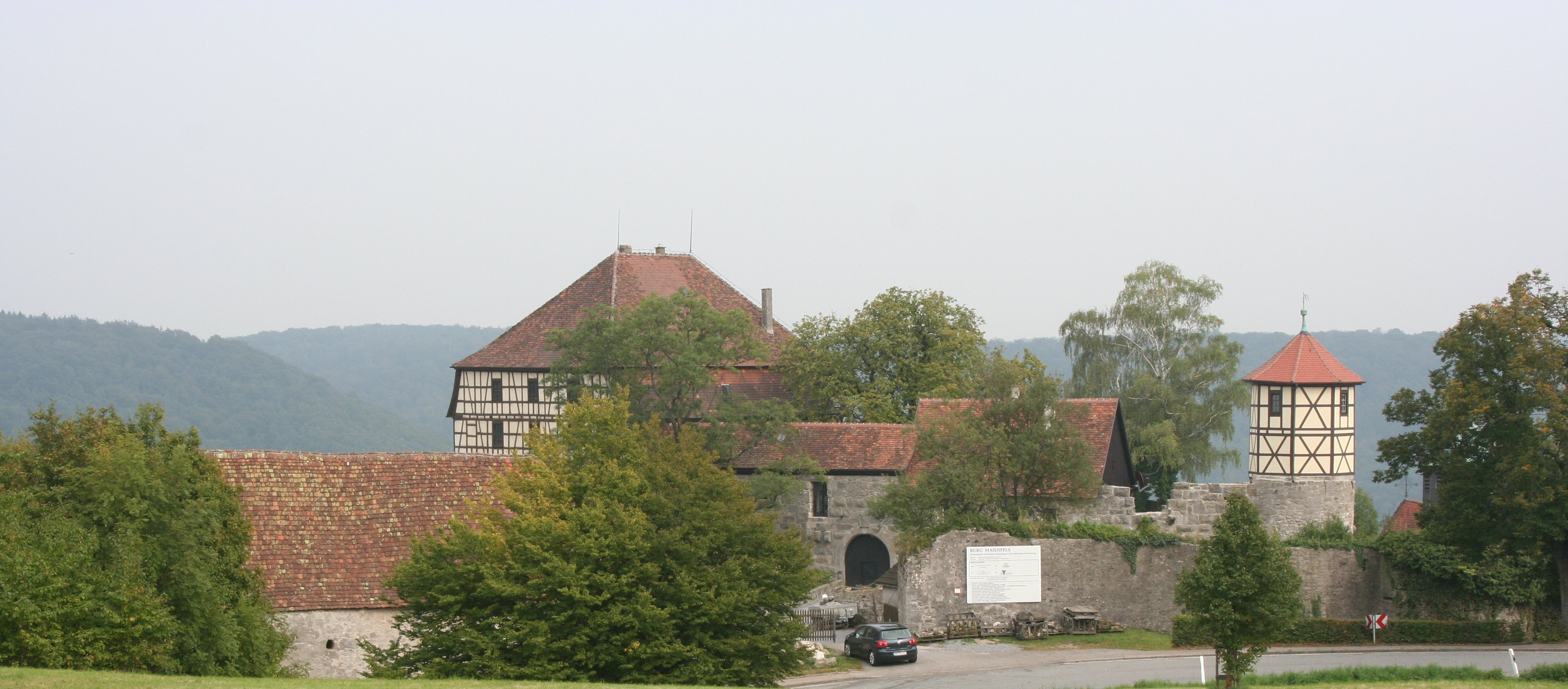
マイエンフェルス城

11世紀から12世紀に、この地域はレーヴェンシュタイン伯領に属した。1277年にホーエンシュタウフェン朝の終焉後、ホーエンローエ伯、ヴァインスベルク家、リムプルク献酌侍従家が影響力を得た。ブレッタハ川を見下ろすマイエンフェルス城は、近くのベーリングスヴァイラー城（現在はグロースエアラハとの市境にある）とともにヴァインスベルク家のものとなった。
14世紀にこの城は、騎士一門の所有となり、この一門は城に因んでマイエンフェルス家を名乗った。しかし、14世紀のうちにこの一門は断絶し、1390年に城はヴォルフ・フォン・ヴンネンシュタインのものとなった。彼の息子は、帝国都市の通商隊を略奪しようと思い立ち、ローテンブルク市によって捕縛されるまで、これを続けた。
ヴュステンロートは、1504年にヴュルテンベルク公領となった。一方、1511年頃に創設されたフィンスターロートは、ホーエンローエに属すこととなった。この村は、ホーエンローエ家の家宰ヴェンデル・ヒプラーの指導下で開墾に取り組んできた。同じ頃、豊かな木材資源を活用したガラス生産が重要性を増してきた。三十年戦争の時代には、ヴュルテンベルク全土と同じく、マインハルトの森の中の村も巻き添えになった。住民は半減し、町を以前の状態に復旧するまで何十年もの時間を要した。
ナポレオンの時代に地域の再編があり、この地域の村はヴュルテンベルク王国領となった。1848年には、ヴュルテンベルク王国でも革命運動が勃発した。特にマイエンフェルス騎士領では、統治権を持たないにもかかわらず地主として税を要求してきたことから暴動へと走らせた。危険、貧困、村の運営の混乱から住民達は逃亡を始めた。これに対し、ヴュルテンベルク王国は、1855年から1856年に5か村のすべてに国家による監視体制を敷いた。この体制はヴュステンロートでは1864年、ノイラウテルンでは1876年まで続いた。19世紀末になって工業化が始まり、農業の他にガラス生産や林業が、この地域に新たな収入源をもたらした。
1921年にゲオルク・クロップがヴュステンロートに住宅金融金庫を創設、これが後にヴュステンロート住宅金融金庫として発展した。1930年にはすでに、この会社はルートヴィヒスブルクに移転したのだが、社名のヴュステンロートはそのまま残された。

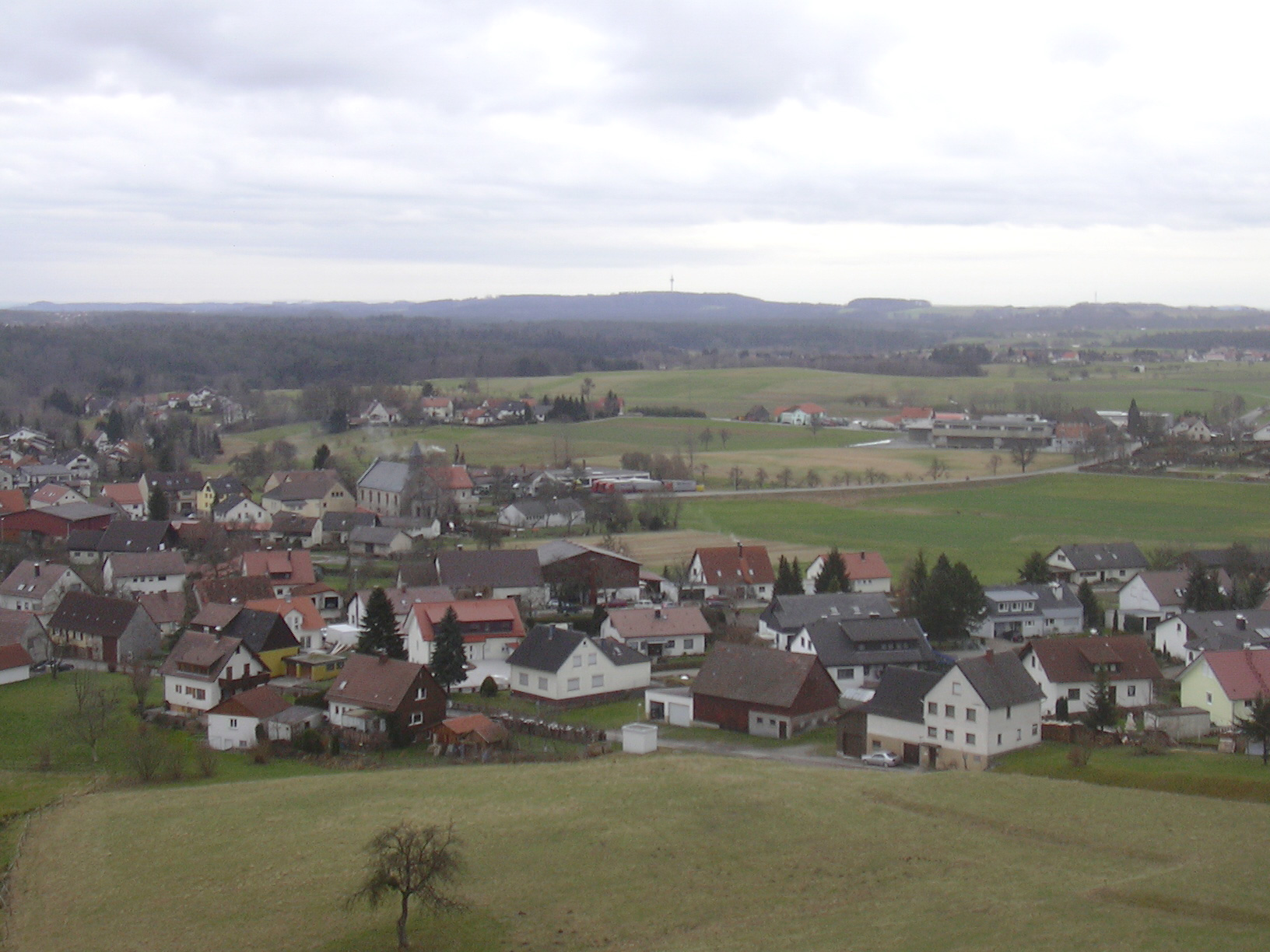
ノイヒュッテンの景観

1973年1月1日、自治体および行政改革の一環として、ノイラウテルンとヴュステンロートが合併した。1974年1月1日には、ノイエンヒュッテ、マイエンフェルス（両者はエーリンゲン郡に属していた）、ヴュステンロート（ノイラウテルンを含む。ハイルブロン郡）、フィンスターロート（シュヴェービッシュ・ハル郡）が合併して、ハイルブロン郡に属す拡大ヴュステンロートが誕生した。これら5つの村はいずれも、オーバーアムト・ヴァインスベルクに属していたが、1925年の解体の際にバラバラのオーバーアムトに編入されていたのだが、この合併により、一つの郡に再編された。新しい町の名前は、ヴァイヘンブロンとノイロートが候補となり議論が行われた。最初はノイヒュッテンが反対したのだが、結局は、ヴュステンロート住宅金融金庫での知名度を活用するためヴュステンロートにすることで合意した。合併後の町役場は、地理上の中間点にあたるヴァイヘンブロンに建てることとなった。
1975年12月8日、マイエンフェルスのブレッタハ集落の住民達は、ヴュステンロートから分離し、隣接するホーエンローエ郡ブレッツフェルトに合併することを決め、1977年1月1日から実施された。

### 宗教
ヴュステンロートにはいくつものプロテスタント教会がある。マイエンフェルス、ノイヒュッテン、ノイラウテルン、ヴュステンロートは、それぞれ独自のプロテスタント教会組織を有している。ヴュステンロート＝ノイヒュッテン・メソジスト教会は、ノイヒュッテンとヴュステンロートにそれぞれ計2つの教会堂を有している。カトリック信者はオーバーズルム＝アファルトラハの教会組織に属す。ノイヒュッテンには、19世紀の中頃から再洗礼派の教会組織もある。

## 行政

### 議会
ヴュステンロートの議会は、16議席からなる。議会では、これに議長を務める首長が参加する。
フィンスターロート、マイエンフェルス、ノイヒュッテン、ノイラウテルン、ヴュステンロートの5つの各地区は、それぞれ地区議会を有している。ノイラウテルン地区議会は5議席、その他の地区議会は6議席からなる。

### 首長
- 1990年 - 2006年: ローランド・アーヴェ
- 2006年 - 2014年: ハインツ・ネゲーレ
- 2014年 - : ティーモ・ヴォルフ

### 紋章と旗
図柄: 赤地で、銀のガラス壺の下に銀の波帯。波帯の中に青い魚。旗は白 - 赤である。
合併後、ヴュステンロートは、州中央文書館の提案に基づき新しい紋章を制定した。ガラス壺はノイヒュッテン付近の古いガラス工房を表し、波帯と魚はロート川、ラウター川、ブレッタハ川を象徴している。町の紋章と旗は1975年3月17日にバーデン＝ヴュルテンベルク州内務省の認可を得た。

### 友好都市
- Solymár（ハンガリー、ペシュト県）

## 文化と見所

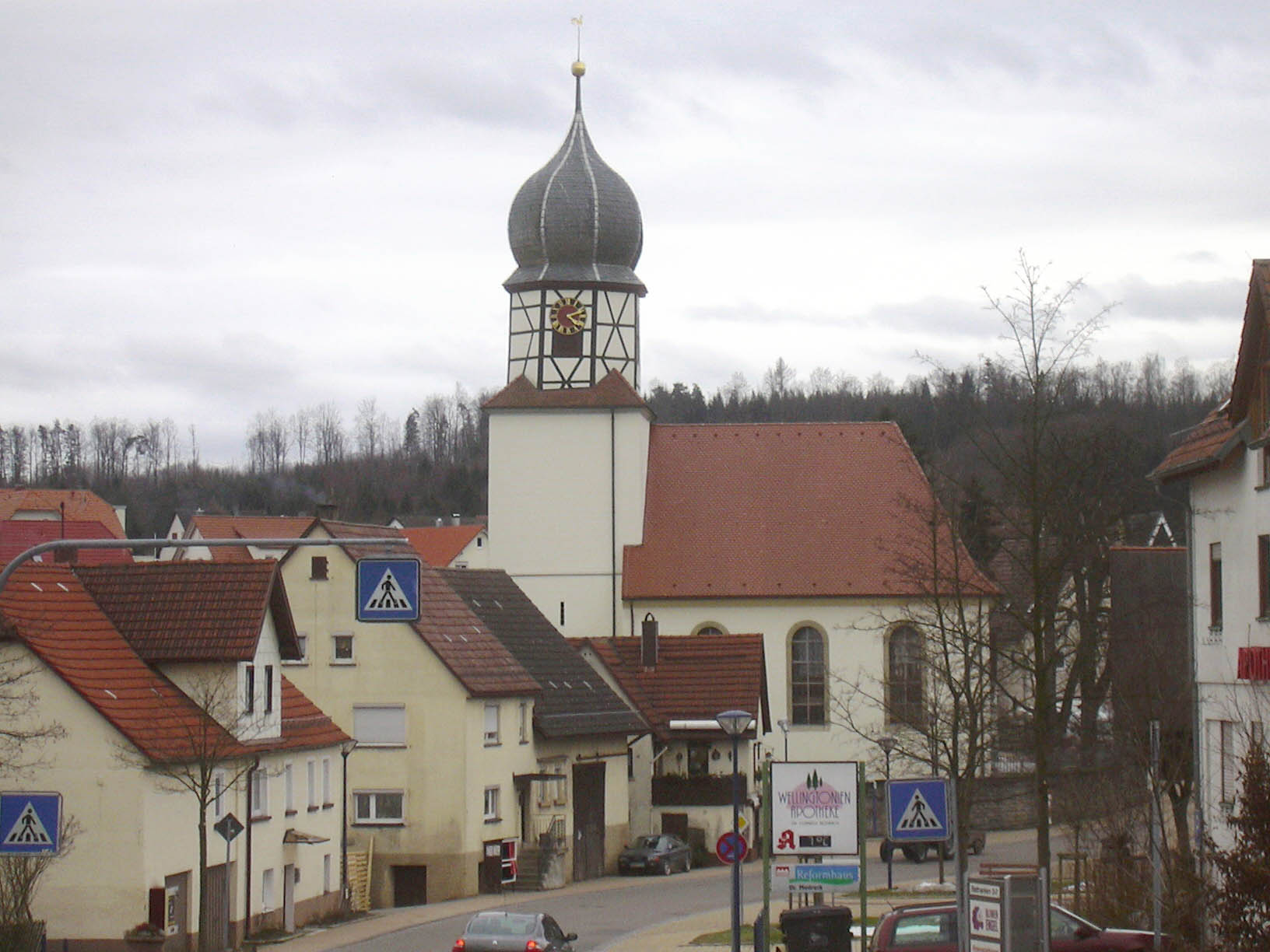
ヴュステンロート中心部

ヴュステンロートは、見所が多い観光街道、牧歌街道沿いに位置する。

### 博物館
ヴュステンロートには、ガラスおよび郷土博物館の他に、建築資材博物館がある。

### 建築
ヴュステンロート地区の中心部にはプロテスタントのキリアン教会がある。現在の外観は1732年に拡張されたもので、内装もバロック様式の装飾がなされている。オルガンは1784年製である。旧村役場（現在は公民館）は、1780年に建造され1997年から1999年に修復された。現在、ガラスおよび郷土博物館がこの建物を利用している。旧森林監督官邸は18世紀の建築である。旧学校は、1909年から1910年の建築で、1980年からは幼稚園になっている。
マイエンフェルス地区には、1302年に初めて記録されるマイエンフェルス城がある。この城は15世紀または16世紀から、ゲミンゲン家のいくつかの傍流が所有したが、100年以上も住む者がなく荒廃した後、1930年になって再び人が住むようになった。城の麓には1433年に建設され、何度も改築された城付属教会がある。この教会は、1914年から1915年の改築の際に、内装がユーゲント・シュティール様式に改められた。マイエンフェルスにはこの他に中世の市壁の遺構が保存されている。旧村役場は1825年に学校として建てられ、1912年に役場に改築された。この建物は1989年から私邸になっている。かつての学校（旧村役場の学校に対して新学校と呼ばれる）は1912年に建てられたが1981年からやはり私邸になった。
ノイヒュッテン地区とノイラウテルン地区にはそれぞれプロテスタント教会があり、それぞれ1862年、1865年に建造された建物である。ノイヒュッテンには、1600年頃に造られ一時期はガラス工場としても用いられていた旧工房や、一時期はゲミンゲン家の森林監督署にも用いられた1761年のイェーガーハウスがある。この他、司祭館は1863年、後者は1872年、パン焼き小屋は1850年の建築である。ノイラウテルンには、1838年に建設された学校兼村役場、1865年の司祭館が遺されている。集落の郊外には歴史的なラウタータール工場跡がある。この工場は1850年に石材加工場として建設されたが、1852年に倒産した後、織物工場、保養所、家具倉庫などに利用されていた。
フィンスターロートには、17世紀にホーエンローエ家の税徴収所として建設された歴史的な宿屋「ヴァルトホルン」がある。プロテスタント教会は1981年の建築。その場所は、1857年に学校と村役場を拡張してできた先代の教会があった場所である。

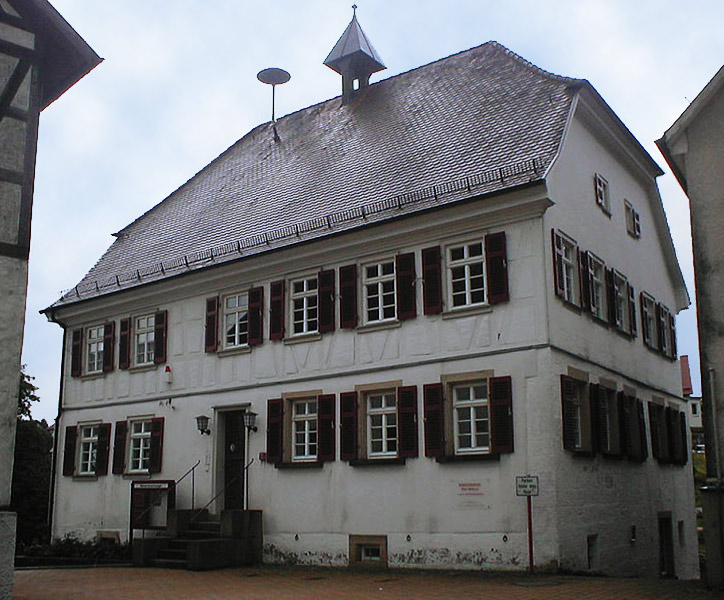
ヴュステンロートの旧村役場
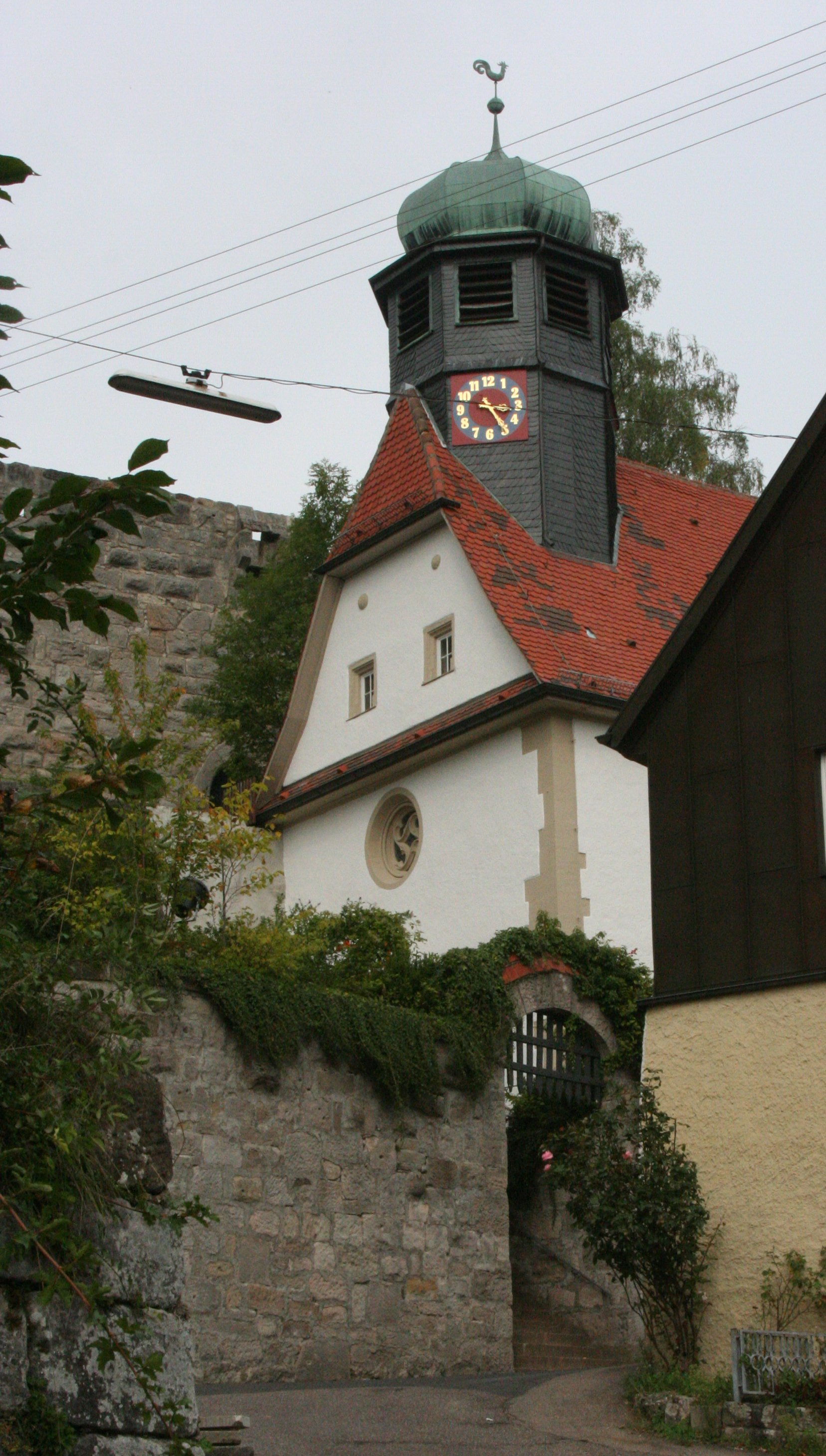
マイエンフェルスの教会
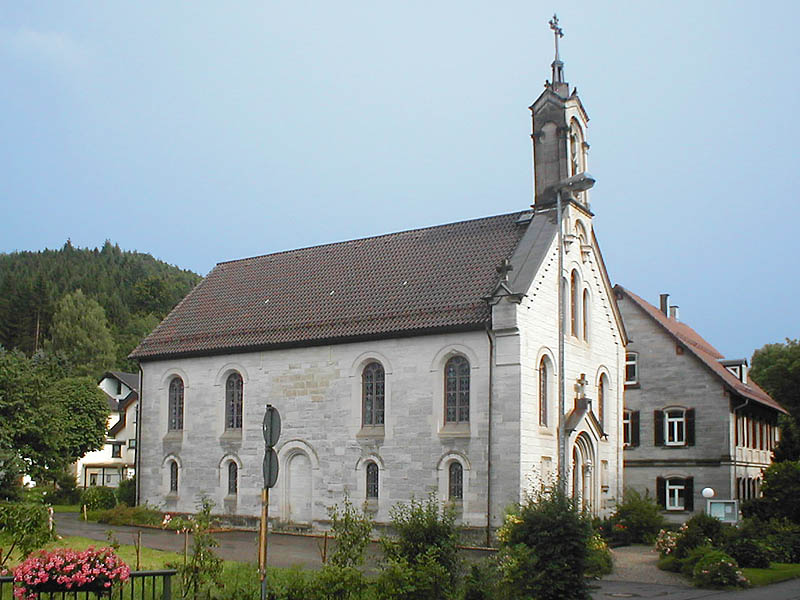
ノイラウテルンの教会
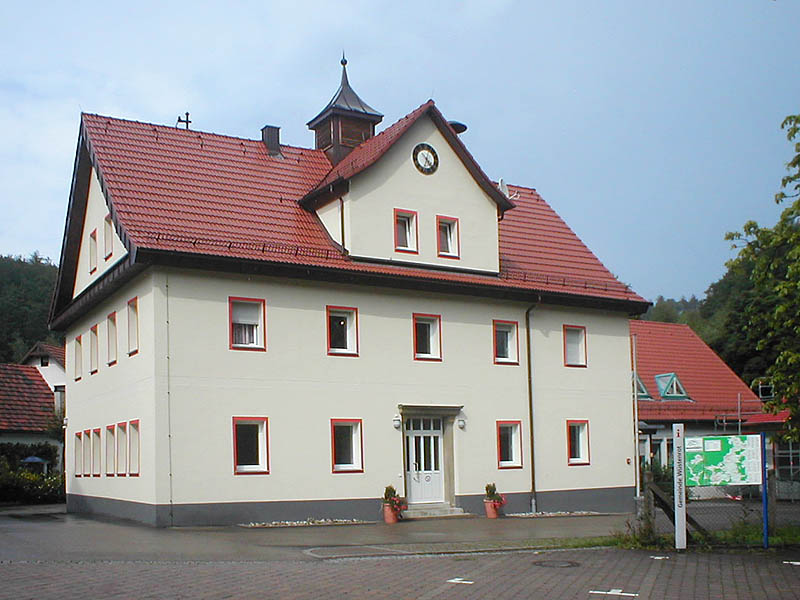
ノイラウテルンの旧村役場

## 経済と社会資本
マイエンフェルス地区は、ヴュルテンベルク・ワイン産地のヴュルテンベルク・ウンターラント地方リンデルベルク大地区に属すワイン町である。

### 交通
ヴュステンロートは、フランケンシュタイン (プファルツ)からマインハルトまでの連邦道B39号線沿いに位置している。

### メディア
ヴュステンロートでの出来事は、日刊紙 Heilbronner Stimmeのヴァインスベルガー・タール版 (WT)に掲載される。

## 人物

### 出身者
- エルンスト・クレッチュマー（1888年 - 1964年）精神科医

### その他のゆかりの人物
- ゲオルク・クロップ（1865年 - 1943年）ヴュステンロート住宅金融金庫の創始者。ヴュステンロートで亡くなった。